# Copa COMEN
La Copa COMEN fue una competición de waterpolo por clubes que se celebró de 1984 a 2007. Organizada por la Confederación Mediterránea de Natación, tomaron parte clubes de los siguientes países Italia, Croacia, Grecia, Serbia, Malta, Chipre, Francia y Egipto.
A partir de 2007, el torneo que se celebra no está organizado por la COMEN.

## Palmarés
- 1984:  POŠK Split
- 1985:  POŠK Split
- 1986:  POŠK Split
- 1987:  HAVK Mladost
- 1988: no celebrado
- 1989:  VK Partizan
- 1990:  HAVK Mladost
- 1991: no celebrado
- 1992:  Volturno Sporting Club
- 1993: no celebrado
- 1994:  Pallanuoto Como
- 1995:  PK Jadran Split
- 1996:  Primorje Rijeka
- 1997: no celebrado
- 1998:  VK Jug Dubrovnik
- 1999: no celebrado
- 2000:  Pallanuoto Ortigia Siracusa
- 2001:  Pallanuoto Ortigia Siracusa
- 2002:  Rari Nantes Camogli
- 2003: no celebrado
- 2004: no celebrado
- 2005: no celebrado
- 2006: Edición anulada[2]
- 2007:  Pallanuoto Nantes Sori